# Killer Elite (film 2011)
Killer Elite è un film del 2011 diretto da Gary McKendry e interpretato da Jason Statham, Robert De Niro, Clive Owen e Yvonne Strahovski. Il film è basato sul romanzo "Feather Men / Gli uomini Piuma", del 1991 di Sir Ranulph Fiennes; dopo l'uscita del film il romanzo è stato ripubblicato utilizzando il titolo della pellicola. La trama verte sia su fatti realmente accaduti sia su altri che sono stati inventati o modificati per esigenze artistiche.

## Trama
Regno Unito, 1980. Danny Bryce è un killer (presumibilmente ex soldato delle forze speciali) che, insieme al suo mentore e amico Hunter e ad un ristretto gruppo di fedelissimi, uccide persone su commissione.
Dopo aver ucciso un uomo davanti a un bambino ed essere rimasto ferito ad un braccio durante la fuga, Danny, segnato profondamente da quella esperienza, decide di cambiare vita e si ritira in Australia, suo paese natale, dove va a vivere in una fattoria assieme a una vecchia compagna di scuola, Anne Frazier.
Un anno dopo però Hunter viene fatto prigioniero da uno sceicco tribale in Oman e Danny, per il legame d'amicizia, si sente costretto a tornare in azione. Per liberarlo, infatti, dovrà accettare un compito molto difficile: vendicare la morte dei figli dello sceicco, uccisi per mano di alcuni ex membri del SAS (Special Air Service; forze speciali dell'esercito britannico) durante la segreta guerra del Dhofar. Se ci riuscirà gli verranno corrisposti 6 milioni di dollari, ma in caso contrario, Hunter sarà giustiziato.
Danny perciò si riunisce ai vecchi compagni, Davies e Meier,  promettendo loro 3 milioni di dollari a testa, rinunciando alla sua parte della ricompensa dello sceicco. Raggiungono il primo obiettivo, Steven Harris. L'ex membro del SAS viene assassinato con un martello ricoperto dallo stesso rivestimento del pavimento della doccia, facendolo così sembrare un incidente. Una misteriosa organizzazione segreta, gli "uomini piuma", si intromette; infatti è costituita da ex militari che continuano a proteggere i loro commilitoni in congedo. Un membro dell'organizzazione è Spike Logan, un veterano del SAS che perse un occhio proprio in Oman e che viene incaricato di indagare sull'accaduto.
Lasciato l'Oman, i tre si recano nei pressi di Londra, in un luogo dove vengono addestrati i militari, dove raggiungono il loro secondo obiettivo, Cregg. Danny, infiltratosi tra i soldati, somministra a Cregg caffeina e insulina sciogliendoli nel tè, che lo faranno morire per assideramento, facendo sembrare anche questo un incidente, durante un'esercitazione militare.
L'ultimo obiettivo, Simon McCann, è un mercenario scaricato dal SAS dopo un attentato che lo ha reso instabile di mente. Provocando un incidente stradale con un autocarro, lo uccidono. Ma gli uomini di Spike riescono a eliminare Meier e Davies; Spike, vecchio amico di Simon McCann, decide di vendicarsi di Danny, anche se i suoi capi gli ordinano di lasciar perdere.
Danny torna nell'Oman e dà allo sceicco le prove del successo della missione. Con ciò, Hunter viene rilasciato e torna dalla sua famiglia mentre Danny torna in Australia dove raggiunge Anne, con cui ha intrecciato una relazione.
Poco tempo dopo, però Danny scopre che c'è un quarto uomo coinvolto negli omicidi dei figli dello sceicco. È Ranulph Fiennes, un ex membro del SAS, le cui esperienze sono state raccolte in un libro. Danny manda quindi Anne in Francia e incarica Hunter di proteggerla mentre lui porta a termine un'ultima missione; il figlio dello sceicco conferma infatti che Ranulph è uno dei tre assassini mentre Harris era innocente. Raggiunta la sede di Ranulph, Danny è accolto però da Spike, ma riesce a fuggire e a raggiungere Ranulph e, invece di ucciderlo, lo ferisce e gli fa delle foto in modo da fare credere che sia morto. Danny viene poi catturato da Spike, che lo porta in un magazzino abbandonato. Qui, dopo un faccia a faccia, arriva un agente del governo britannico il quale rivela che il governo stesso sta dietro gli eventi a causa di preziose riserve petrolifere dello sceicco. Scoppia poi un combattimento a tre e alla fine Danny riesce a fuggire.
Intanto a Parigi l'ex agente di Danny ed un complice tentano di rapire Anne nella metropolitana, tentativo sventato da Hunter, che spara ad una gamba dell'ex agente ma gli risparmia la vita.
Danny e Hunter tornano in Oman per consegnare allo sceicco le foto fatte per indurre lo sceicco a credere che la sua vendetta sia finalmente completa, ma arriva Spike il quale rivela allo sceicco che le immagini sono false e poi lo uccide pugnalandolo (per vendicare la morte del suo amico). Il figlio dello sceicco, rimasto impassibile, dà del denaro a Spike, ma poi ci ripensa ed invia i suoi uomini per uccidere l'ex SAS. Hunter vede Spike fuggire, neutralizza gli inseguitori e inizia a sua volta un inseguimento. Alla fine Hunter e Danny fermano Spike nel deserto. Qui, dopo una breve discussione, Hunter e Danny si spartiscono parte dei soldi e danno il resto a Spike che vuole sparire, per sfuggire alla vendetta dei suoi ormai ex datori di lavoro. Danny, che intanto ha raggiunto Anne in Francia, vuole incominciare una nuova vita.

## Produzione
Il film è stato prodotto dalle società Omnilab Media, Ambience Entertainment, Sighvatsson Films, Current Entertainment, Film Victoria e The Wales Creative IP Fund.

### Budget
Il budget del film è stato di 70 milioni di dollari.

## Promozione
Il trailer italiano del film è stato diffuso il 27 febbraio 2012.

## Distribuzione
Il film è uscito nelle sale statunitensi il 23 settembre 2011, mentre in Italia è uscito il 1º giugno 2012 distribuito da Lucky Red.

## Riconoscimenti
- 2013 - AACTA Award
  - Nomination Miglior scenografia a Michelle McGahey
  - Nomination Migliori effetti visivi a Ineke Majoor e Julian Dimsey
- 2012 - Taurus World Stunt Awards
  - Nomination Miglior combattimento a Michael M. Foster, Joss Gower e Allan Poppleton
- 2012 - Australian Screen Sound Guild
  - Colonna sonora dell'anno
  - Miglior montaggio sonoro a Peter D. Smith, Chris Goodes, Paul Pirola, Andrew Neil e Andy Wright
  - Nomination Miglior scenografia
  - Nomination Miglior registrazione sonora